# Filip av Sulzbach
Filip av Sulzbach, född 20 januari 1630 i Sulzbach, död 4 april 1703 i Nürnberg, var pfalzgreve och militär, tidvis general i svensk tjänst samt tysk kejserlig generalfältmarskalk.
Sulzbach var son till pfalzgreve August av Sulzbach (1582–1632). Hans karriär började i Lothringens armé och han satte sedan upp ett eget regemente 1655 och anslöt sig till Karl X Gustav i Preussen. När han var överbefälhavare på Fyn, under kung Karls andra krig mot Danmark, förlorade han slaget vid Nyborg i november 1659 och tvingades fly från slagfältet.
Efter kungens död gick han i kejserlig tjänst och avancerade till generalfältmarskalk.